# Giro del Belgio 1931
Il Giro del Belgio 1931, ventesima edizione della corsa, si svolse in quattro tappe tra il 3 giugno e il 7 giugno 1931, per un totale di 1 057 km e fu vinto dal belga Maurice Dewaele.

## Tappe
| Tappa  | Data     | Percorso            | km    | Vincitore di tappa | Leader cl. generale |
| ------ | -------- | ------------------- | ----- | ------------------ | ------------------- |
| 1ª     | 3 giugno | Bruxelles > Liegi   | 247   | Alfred Haemerlinck |                     |
| 2ª     |          | Liegi > Lussemburgo | 250   | Maurice Dewaele    |                     |
| 3ª     |          | Lussemburgo > Namur | 280   | Ernest Mottard     |                     |
| 4ª     | 7 giugno | Namur > Bruxelles   | 280   | Alfred Haemerlinck | Maurice Dewaele     |
| Totale | Totale   | Totale              | 1 057 |                    |                     |

## Dettagli delle tappe

### 1ª tappa
- 3 giugno: Bruxelles > Liegi – 247 km

Risultati
| Pos. | Corridore          | Squadra        | Tempo    |
| ---- | ------------------ | -------------- | -------- |
| 1    | Alfred Haemerlinck | Dilecta-Wolber | 7h41'46" |
| 2    | Émile Joly         | Génial Lucifer | ?        |
| 3    | Maurice Seynaeve   | Individuale    | ?        |

### 2ª tappa
- Liegi > Lussemburgo – 250 km

Risultati
| Pos. | Corridore        | Squadra      | Tempo    |
| ---- | ---------------- | ------------ | -------- |
| 1    | Maurice Dewaele  | M. Dewaele   | 8h29'05" |
| 2    | Kamiel De Graeve | Individuale  | ?        |
| 3    | Georges Laloup   | Colin-Wolber | ?        |

### 3ª tappa
- Lussemburgo > Namur – 280 km

Risultati
| Pos. | Corridore          | Squadra        | Tempo    |
| ---- | ------------------ | -------------- | -------- |
| 1    | Ernest Mottard     | J.B. Louvet    | 6h07'37" |
| 2    | Alfred Haemerlinck | Dilecta-Wolber | ?        |
| 3    | Maurice Dewaele    | M. Dewaele     | ?        |

### 4ª tappa
- 7 giugno: Namur > Bruxelles – 280 km

Risultati
| Pos. | Corridore          | Squadra        | Tempo    |
| ---- | ------------------ | -------------- | -------- |
| 1    | Alfred Haemerlinck | Dilecta-Wolber | 9h00'14" |
| 2    | Jean Wauters       | Thomann        | ?        |
| 3    | Jules Deschepper   | Dilecta-Wolber | ?        |

## Classifiche finali

### Classifica generale
| Pos. | Corridore         | Squadra        | Tempo     |
| ---- | ----------------- | -------------- | --------- |
| 1    | Maurice Dewaele   | M. Dewaele     | 31h25'05" |
| 2    | Kamiel De Graeve  | Individuale    | s.t.      |
| 3    | Jean Wauters      | Thomann        | a 14'56"  |
| 4    | Émile Decroix     | Génial Lucifer | a 16'52"  |
| 5    | Alfred Hamerlinck | Dilecta-Wolber | a 19'30"  |
| 6    | Gérard Desmet     | Individuale    | a 25'01"  |
| 7    | Alfons Schepers   | La Française   | a 28'05"  |
| 8    | Jozef Horemans    | Individuale    | a 29'26"  |
| 9    | Jules Deschepper  | Dilecta-Wolber | a 33'10"  |
| 10   | Hector Van Rossem | Libertas       | a 36'13"  |